# Ivana Vaccari
Ivana Vaccari (Modena, 8 gennaio 1954) è una giornalista e telecronista sportiva italiana.

## Biografia
Trasferitasi giovanissima nella capitale, si è diplomata al Liceo ginnasio statale Terenzio Mamiani e si è laureata in lettere e filosofia all'Università La Sapienza di Roma.
Ha fatto il suo ingresso in RAI come giornalista del TG3, ove si è occupata di politica estera e cronaca. Passata allo sport, si è affermata come voce storica delle telecronache dedicate dalla RAI allo sci alpino femminile e si è occupata anche di tennis. 
Ha commentato per l'emittente di Stato quattro Giochi olimpici invernali (esordio alle Olimpiadi di Albertville del 1992), un decennio di campionati mondiali e molte tappe della coppa del mondo femminile.
Ha raccontato sin dall'inizio le prestazioni sportive e gli allori mondiali ed olimpici di Deborah Compagnoni ed Isolde Kostner. Per la RAI ha commentato il primo oro della valtellinese, nel 1992 a Méribel in supergigante, e della caduta sulla stessa pista nel corso della gara di gigante.
Nel tennis è stata per tutti gli anni novanta la voce a bordo campo della Coppa Davis e di parecchi tornei minori del circuito ATP e WTA.
Negli ultimi anni si occupa prevalentemente di coordinamento giornalistico per gli eventi seguiti da Rai Sport di cui, attualmente, è capo-redattrice. Ha ricevuto molti premi giornalistici sia dalla stampa sportiva sia da associazioni culturali.

## Vita privata e tempo libero
Sposata, madre di un figlio, Ivana Vaccari è anche testimonial in molte manifestazioni per la lotta alle malattie oncologiche. Nel tempo libero, è appassionata di sci (ha vinto i mondiali dei giornalisti), e di immersioni subacquee.